# كين سباركس
كين سباركس (بالإنجليزية: Ken Sparks)‏ هو مدير فني أمريكي، ولد في 25 فبراير 1944 في نوكسفيل في الولايات المتحدة، وتوفي في 29 مارس 2017 بسبب سرطان البروستاتا.

## وصلات خارجية
- كين سباركس على موقع قاعة تينيسي للمشاهير الرياضية (الإنجليزية)